# Сикст V
Сикст V (лат. Sixtus PP. V; в миру Феличе Перетти ди Монтальто, итал. Felice Peretti di Montalto; 13 декабря 1521, Гроттаммаре — 27 августа 1590, Рим) — папа римский с 24 апреля 1585 года по 27 августа 1590 года.

## Биография

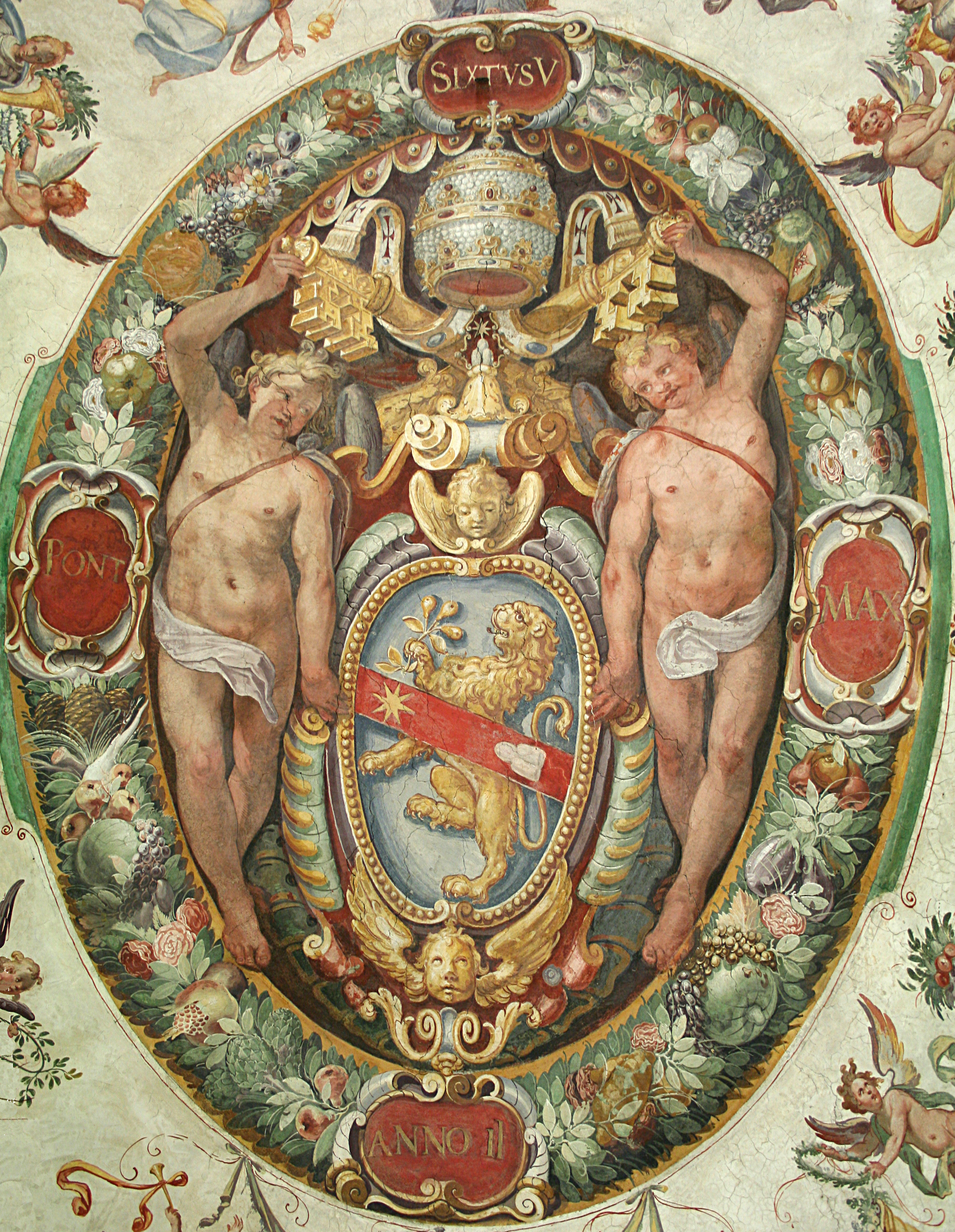
Герб Сикста V (Ватикан, потолок одного из помещений рядом с Сикстинской капеллой)

Феличе Перетти родился 13 декабря 1521 года в Гроттаммаре в бедной семье. Согласно «Церковным хроникам» Андрии Змаевича, отец Сикста V, которого также звали Феличе Перетти, с рождения звался «Сречко Перич» (серб. Срећко Перић), происходил из рода Шишичей (по другой версии, неподтверждённой, из рода Свилановичей) и родился в посёлке Биельске Крушевице неподалёку от городка Биела в Бока-Которском заливе Адриатического моря (ныне Черногория).
Будучи ребёнком, отец будущего римского папы прислуживал в католическом монастыре в Которе, и перешёл из православия в католичество, а впоследствии один из монастырских братьев, родом итальянец, взял его с собой в Италию. Он обосновался в Анконе, где вскоре женился и поменял имя на итальянский манер, став «Феличе Перетти». Более о происхождении семьи Перетти ничего не известно, но когда Феличе-младший стал папой Сикстом V, он перестроил церковь Св. Иеронима в Риме (закончена в 1589), которая обычно использовалась католиками, говорившими на «иллирийском» (то есть славянском) языке.
В преддверии выборов короля Речи Посполитой 1587 года убеждал вице-канцлера, перемышльского епископа Альберта Барановского поспособствовать тому, чтобы религиозная конфедерация 1573 года, которая гарантировала религиозную свободу и безопасность для разноверцев, не была включаема в присяжную формулу нового короля. Это стало поводом для католиков выступить на конвокационном сейме 1587 года против включения в генеральную конфедерацию пункта о веротерпимости, признанного конфедерациями предыдущих двух бескоролевий, что едва не привело к вооружённому противостоянию между католиками и некатоликами Речи Посполитой.
Сикст V своей буллой «Sapientiam Sanctorum» от 1 августа 1589 основал колледж для славянских священников, который впоследствии был преобразован в Папский Хорватский Колледж святого Иеронима.
Повзрослев, Феличе Перетти вступил в орден францисканцев, где отличился как хороший проповедник и пропагандист контрреформационных лозунгов Тридентского собора. Папа Павел IV доверил ему функции инквизитора в Венеции, а Пий V назначил его генералом ордена францисканцев и кардиналом (под именем Монтальто). В период понтификата Григория XIII Перетти оказался не у дел, поскольку папа попросту не выносил его.
Существует легенда, будто кардинал Монтальто в период понтификата Григория XIII и на конклаве после его смерти притворялся дряхлым и немощным, склонив таким образом в свою пользу голоса рассчитывавших на скорые выборы нового папы кардиналов, и отбросил притворство сразу после избрания. Легенда получила отражение, в частности, в поэме А. С. Пушкина «Полтава»:
Так оный хитрый кардинал,
Венчавшись римскою тиарой,
И прям, и здрав, и молод стал.
Теодор Фрелингхейзен Коллиер, автор раздела о Сиксте V в 11-м издании энциклопедии «Британника», называет эту легенду «чистым вымыслом» и пишет, что кардиналы, напротив, голосовали в пользу физически крепкого кандидата в расчёте на долгий понтификат.

## Понтификат
С первых месяцев своего понтификата Сикст V постановил покончить с бандитизмом, который со времён его предшественника безнаказанно процветал в Риме и на ведущих к нему дорогах. Папа применил жестокие меры: приказал рубить пойманным разбойникам головы и выставлять на всеобщее обозрение на мосту, который вел к Замку св. Ангела. Папский флот отбросил пиратов, угрожавших подвозу продуктов для жителей Рима. В 1588 году Сикст V реорганизовал римскую курию, главные учреждения которой — конгрегации — просуществовали вплоть до XXI века. Он приказал осушить Понтинские болота, благодаря чему малярия перестала быть серьёзной проблемой для Рима. Предусмотрительность Сикста способствовала увеличению папской казны.

Гробница Сикста V
Рим, Санта-Мария-Маджоре

Менее удачными были его дипломатические акции. Большого труда стоило ему удержаться на нейтральных позициях между Францией и Испанией. Сикст поддерживал испанского короля Филиппа II в подготовке его армады против протестантской Англию, однако армада в 1588 году потерпела поражение в проливе Ла-Манш.
В правление Сикста V Вечный город украсился новыми постройками, были приведены в порядок улицы и площади, сооружены четыре фонтана на Квиринале. Перед главными соборами папа приказал поставить обелиски, которые ещё во времена Древнего Рима были привезены из Египта и лежали заброшенными среди руин императорских дворцов. Сикст V лично покровительствовал творчеству итальянского поэта Торквато Тассо (1544—1595), автора поэмы «Освобождённый Иерусалим».
Папа Сикст V скончался в Риме в возрасте 69 лет от малярии, и был похоронен в обновлённой им капелле в соборе Санта-Мария-Маджоре.

## В культуре
- Является главным героем произведения «Папа Сикст V» итальянского писателя Эрнесто Медзаботта.
- Сикст V — один из персонажей новеллы Стендаля «Виттория Аккорамбони» (из «Итальянских хроник»).